# Shard (videogiochi)
Uno shard è un'istanza di un mondo, un regno o un'area di un gioco multiplayer online (MMOG) o in un server di un gioco di ruolo (MMORPG). 
Il termine "shard", letteralmente, frammento, si riferisce al filmato introduttivo di Ultima Online, nel quale si mostra come i vari mondi paralleli, i diversi server su cui i giocatori possono creare il loro alter ego, si sarebbero originati dalla rottura della Gemma dell'Immortalità di Mondain, un artefatto contenente una copia esatta del mondo di Sosaria. Il termine è quindi spesso associato soprattutto a Ultima Online, ma anche a Neverwinter Nights e più raramente ad altri MMORPG.
Uno shard è un termine che indica anche un server, di solito gratuito, su cui poter giocare rispetto a quello originale e a pagamento. Questo può avvenire grazie a programmatori, i quali, analizzando i pacchetti inviati dal client di gioco, sono in grado di ricostruire l'interfaccia server. Un esempio è eAthena, emulatore di Ragnarǫk scritto in C.
In alcuni casi i software necessari per creare gli shard sono anche forniti da hacker, i quali riescono a procurarsi una copia del software server originale. Esempi sono Lineage II, Ragnarǫk, ROSE, giochi online a pagamento che hanno a disposizione migliaia di server gratuiti grazie a software in grado di emulare le funzioni dei server originali, come MaNGOS per World of Warcraft, osiRose per R.O.S.E., L2J per Lineage II e così via.